# مبدل (شبكات)

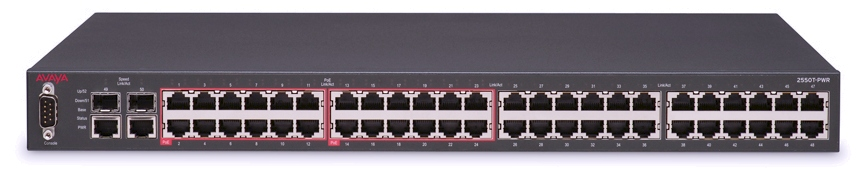
مبدل شبكة

المُبدّل (بالإنجليزية: Network Switch)‏ هو جهاز تشبيك يربط أجزاء الشبكة مع بعضها بواسطة استخدام حزم المبدلات لارسال ومعالجة وايصال البيانات إلى جهاز الاستقبال عكس المسير أو الموجه فالمبدلات توصل البيانات فقط إلى جهاز أو أكثر، التي تحتاج ايصال البيانات اليها بعكس ايصالها إلى جميع مستخدمي الشبكة (أي جميع المتصلين بنفس المبدل، تصلهم البيانات المرسله)

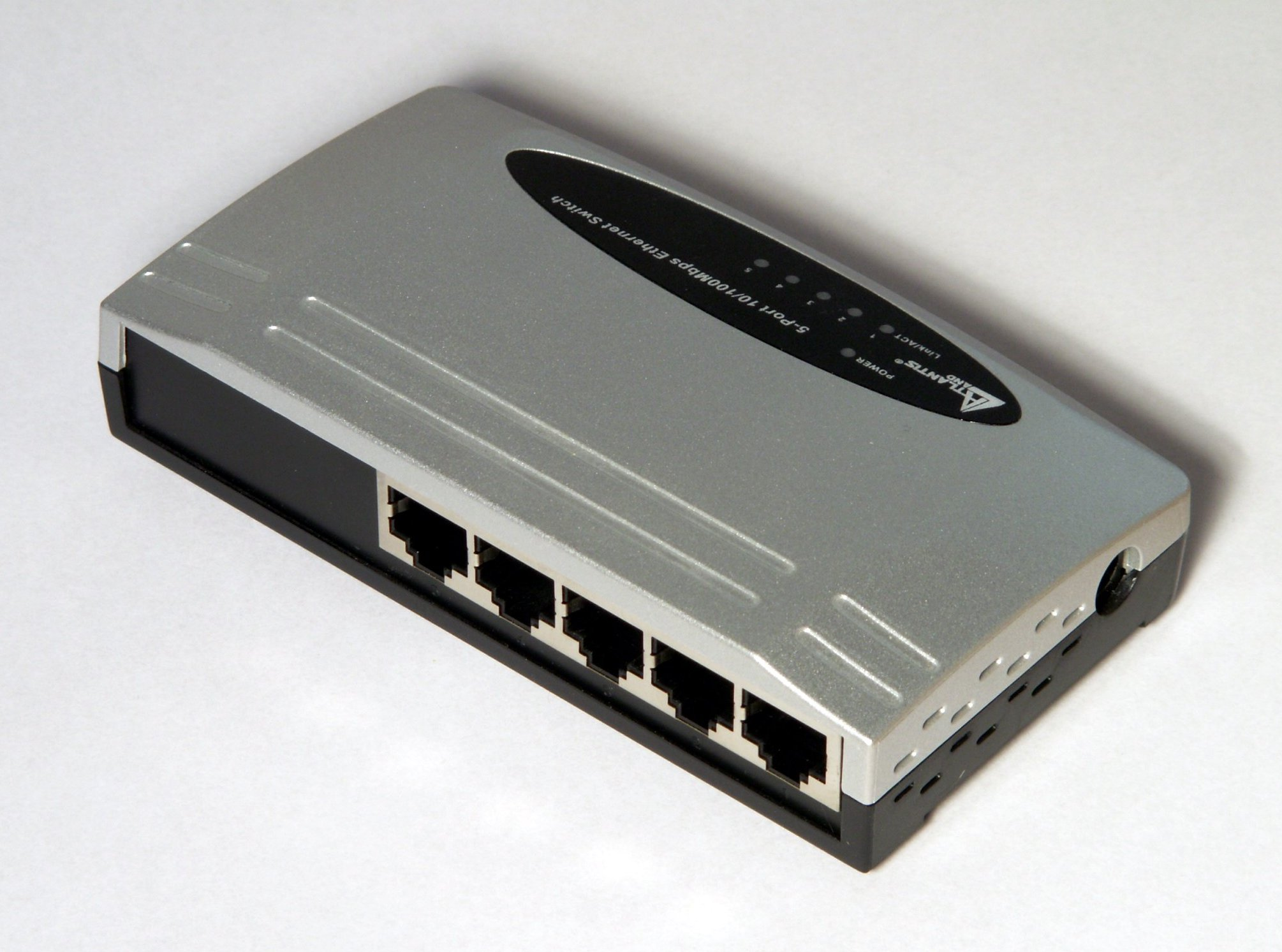
مرة أخرى نظرة لمبدل شبكة اتلانتيس بمنافذ إيثرنت.

## المصطلح
(بالإنجليزية: switch network)‏
ليس هناك مصطلح موحد بالعربية فترجمته تكون بموزع شبكة، توزيع شبكة، تبديل شبكة، مبدل شبكة والشائع هو مبدل.
موزع الشبكة عموما لا يشمل الأجهزة غير الذكية أو أجهزة الشبكة السلبية مثل الأجهزة المحورية ومقويات الإشارة.
الشائع يشير إلى أن وصلة شبكة التي تشغل وتوجه البيانات في طبقة وصلة البيانات (الطبقة 2) من نموذج أو اس اي. المحولات بالإضافة إلى عملية البيانات في طبقة الشبكة (الطبقة 3، والطبقة الأعلى) غالبا ما يشار إليها كطبقة 3 مبدلات أو مبدلات متعددة الطبقات.

## تاريخ
أول محول داعم للإيثرنت هو الشكل الأكثر شيوعا وتم انتاجه من قبل شركة كالبانا في عام 1990.
وهناك أنواع أخرى من المبدلات التي تدعم اسلاك الالياف الضوئية ونمط الانتقال الغير متزامن والمدى الغير منتهي.

## نظرة عامة

### التطبيقات
يلعب مبدل الشبكة دورا اساسيا في اغلب الشبكات المحلية الحديثة حيث تحتوي الشبكات المحلية الكبيرة والمتوسطة على عدة مبدلات المرتبطة مع بعضها البعض وتستخدم المنازل والمكاتب مبدل واحد فقط أو جهاز متقارب لجميع الاغراض كبوابة لتقديم الخدمة للمنازل أو المكاتب مثل الإنترنت عبر الكابل

## الوظيفة

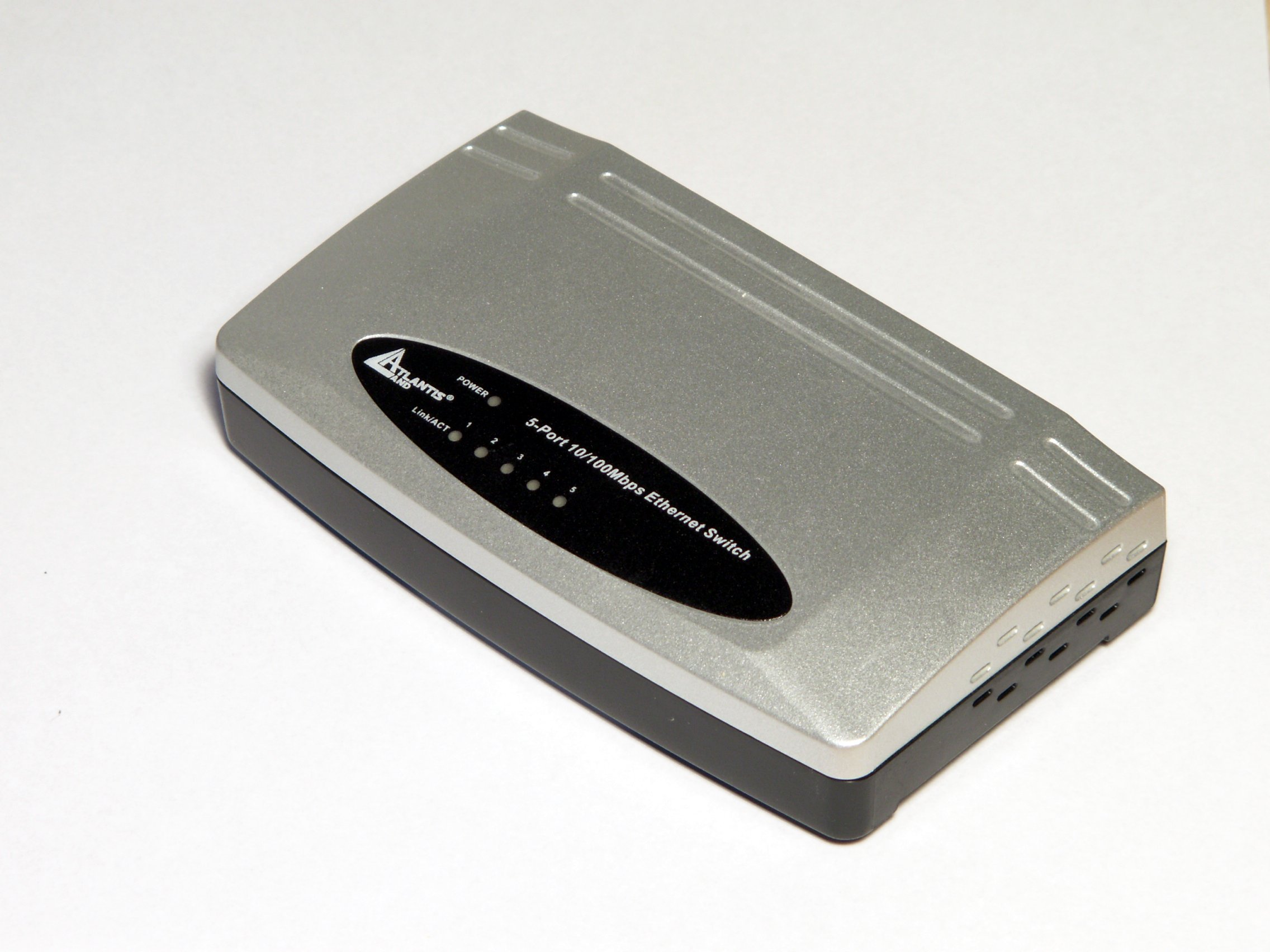
مبدل شبكة سوهو النموذجي.

تبديل الشبكة، وتبديل اجزاء البيانات أو مجرد  (التبديل) يلعب دورا أساسيا في معظم شبكات الإيثرنت المحلية أو الشبكات المحلية. الشبكات المحلية متوسطة إلى كبيرة الحجم تحتوي على عدد من المبدلات المرتبطة المدارة. المكاتب الصغيرة / المكاتب المنزلية (سوهو) عادة ما تستخدم تطبيقات على مبدل واحد، أو لجميع أغراض الأجهزة المتقاربة مثل وصول خط الانترنت إلى مكتب/منزل خدمات صغير النطاق مثل جهاز موجه [[دي اس ال أو جهاز موجه كابلواي فاي.|دي اس ال أو جهاز موجه كابلواي فاي.]] في معظم هذه الحالات، جهاز المستخدم النهائي يحتوي على جهاز التوجيه والمكونات التي تتعامل خاصة مع التكنولوجيا المادية واسع النطاق، كما هو الحال في جهاز لينك سيس 8 مخرج و 48 مخرج. أجهزة المستخدم يمكن أن تشمل أيضا واجهة هاتف لنقل الصوت عبر الإنترنت.
في سياق معيار مبدل الإيثرنت 10/100، المبدل يعمل على طبقة ربط البيانات من نموذج أو اس أي لإنشاء مختلف المجال المصطدمة لكل مخرج محول. إذا كان لديك 4 أجهزة الكمبيوتر أ / ب / ج / د على 4 منافذ التبديل، ثم ألف وباء يمكنهم نقل البيانات بينهما، وكذلك جيم ودال في نفس الوقت، وأنها لن تتداخل مع بعضها البعض من المحادثات. في حالة وجود «محور» ثم انهم جميعا لديهم المشاركة في عرض النطاق الترددي، تشغيل في نصف مزدوج وسيكون هناك تصادم وإعادة الإرسال. باستخدام مبدل يسمى التجزئة الدقيقة. فإنه يسمح لك لتحديد عرض النطاق الترددي على نقطة إلى نقطة اتصال مع كل جهاز كمبيوتر، وذلك في تشغيل كامل مزدوج مع عدم التضارب.

## دور التبديل في الشبكات
يعمل المبدل في واحد أو أكثر من الطبقات من ضمن هذه الطبقات طبقة وصلة البيانات وطبقة الإنترنت
والجهاز الذي يعمل بشكل اني مع عدة طبقات يسمى بالمبدل متعدد الطبقات
مبدل الشبكة هو مصطلح تسويقي بدلا من واحد فنيا.التبديل يمكن أن يعمل في واحد أو أكثر من طبقات أو اس اي، بما في ذلك طبقة وصلة البيانات، المادية، وطبقة الشبكة، أو طبقة النقل (أي، النهاية للنهاية). الجهاز الذي يعمل في وقت واحد في أكثر من واحدة من هذه الطبقات يسمى التبديل متعدد الطبقات، على الرغم من استخدام المصطلح آخذ في التناقص.
المبدلات المخصصة للاستخدام التجاري فانها مبنية لتجعل من الممكن توصيل أنواع مختلفة من الشبكات بما في ذلك الايثرنت والالياف الضوئية والراديو وايضا اجهزة الصراف الالي، وقطاع تقييس الاتصالات وجي.اتش ان و 802.11.
ويمكن ان يكون الاتصال في بعض من الطبقات المذكورة وحين ان وظيفة الطبقة 2 الانية هي تحديد المسار الذي ستسير فيه البيانات تكنولوجيا فالتوصيل مثل الايثرنت أسهل وتكون أسهل في الطبقة الثالثة طبقة الإنترنت أو عن طريق التوجيه والاجهزة التي تربط الطبقة الثالثة تسمى بالموجه.
هناك حاجة إلى قدر كبير للتحليل الآمن واداء الشبكة وقد تستخدم المبدلات التي تربط الموجهات مع بعضها كنقطة تحليل حيث توفر جدار حماية وكشف الاقتحام الشبكي وايضا وحدات تحليل الاداء التي يمكن ان تقابس في منافذ التبديل معضم هذه الوظائف قد تكون على وحدات مجتمعة،
الربط بين طبقة مختلفة 3 شبكات يتم ذلك عن طريق التوجيه. إذا كان هناك أي السمات التي تميز «طبقة - 3 مفاتيح» بدلا من الموجهات العامة الغرض، فإنه يميل إلى أن يكون أنها هي الأمثل، في مفاتيح أكبر، لكثافة عالية إيثرنت الربط.
عند بعض مزودي الخدمة وغيرها من البيئات، حيث هناك حاجة لقدر كبير من تحليل أداء الشبكة والتأمين، قد تكون مرتبطة التبديل بين الجمعية العالمية للصحف الموجهات كأماكن لنماذج تحليلية. بعض الباعة توفير جدار الحماية،  شبكة كشف التسلل،  وحدات تحليل الأداء التي يمكن سد المنافذ إلى التبديل. بعض هذه الوظائف قد تكون على وحدات مجتمعة.
في حالات أخرى، يتم استخدام مفتاح التبديل لخلق صورة طبق الأصل من البيانات التي يمكن أن تذهب إلى جهاز خارجي. منذ أكثر من المنفذ التحول يعكس تقدم واحدة فقط عكس التيار، وشبكة محور يمكن أن تكون مفيدة لينشروا البيانات لمحللي القراءة فقط المتعددين، مثل نظام كشف التسلل ومتتبع جزيئات البيانات.

## طبقة وظيفية محددة

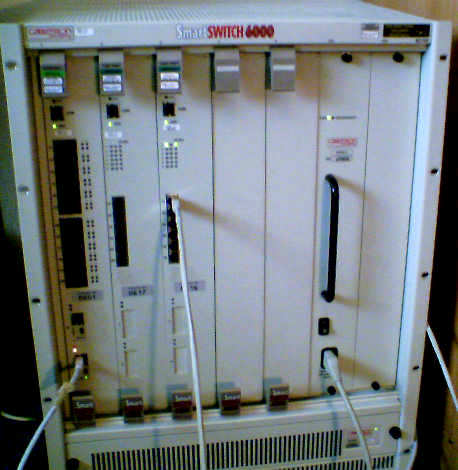
وهناك مبدل شبكة وحدات مع ثلاث وحدات شبكة (إجمالي 24 منفذ و 14 منفذ إيثرنت سريعة) وتيار كهربائي واحد.

بينما التبديل قد يتعلم طبولوجيا في طبقات عديدة، وقدما في واحدة أو أكثر من طبقات، فإنها تميل إلى أن السمات المشتركة. بخلاف لتطبيقات عالية الأداء، والحديث مفاتيح تجارية في المقام الأول إيثرنت واجهات الاستخدام، والتي يمكن أن يكون مختلفا ومدخلات الإنتاج بسرعة 10، 100، 1000 أو 10,000 ميغابت في الثانية. منافذ تبديل دائما تقريبا الافتراضي لمجمل عملية مزدوجة، ما لم يكن هناك شرط من أجل التشغيل المتداخل مع الأجهزة التي يتم بدقة نصف المزدوجة. نصف المزدوجة يعني أن الجهاز لا يمكن إلا أن إرسال أو استقبال في أي وقت معين، في حين الكامل مزدوج يمكن إرسال واستقبال في نفس الوقت.
في أي طبقة، قد يكون التبديل الحديثة تنفيذ السلطة على الإيثرنت)، التي تتجنب الحاجة إلى الأجهزة المرفقة، مثل الهاتف الملكية الفكرية أو نقطة الوصول اللاسلكية، أن يكون مصدر منفصل للطاقة. منذ التبديل يمكن أن يكون للدوائر الطاقة الزائدة مرتبطة بإمدادات الطاقة غير المنقطعة، يمكن للجهاز المتصل الاستمرار في العمل حتى عندما تنقطع طاقة المكتب العادية.

### طبقة - 1 المحاور مقابل مبدلات الطبقة الأعلى
محور الشبكة، أو مقوي الإشارة، هو إلى حد ما غير جهاز الشبكة المتطور. محاور لا تدير أي من الحركة التي تأتي من خلالهم. أي حزمة تدخل منفذ تبث بها أو «المتكررة» على كل منفذ آخر، ما عدا لمنفذ الدخول. لأن كل حزمة ويتكرر في كل منفذ آخر، نتيجة اصطدام الحزمة، مما يبطئ الشبكة.
هناك العديد من التطبيقات المتخصصة مركزا حيث يمكن أن تكون مفيدة، مثل نسخ حركة المرور إلى شبكة أجهزة استشعار متعددة. ارتفاع مفاتيح نهاية لها ميزة الذي يفعل الشيء نفسه دعا عبر المنفذ. لم يعد هناك أي اختلاف كبير في السعر بين مركزا والمنخفضة نهاية التبديل.

### طبقة 2
جسر شبكة الاتصال، التي تعمل على التحكم بالوصول إلى الوسائط (ماك) طبقة ثانوية من طبقة وصلة البيانات، قد ربط بين عدد قليل من الأجهزة في المنزل أو المكتب. هذه قضية تافهة سد، في الجسر الذي يتعلم من لجنة الهدنة العسكرية في معالجة كل جهاز متصل. الجسور واحدة أيضا يمكن أن توفر أداء عاليا جدا في تطبيقات متخصصة مثل شبكات مناطق التخزين.
ويمكن أيضا ربط الجسور باستخدام بروتوكول الشجرة الممتدة التي تتيح أفضل مسار يمكن العثور عليه داخل القيد الذي هو شجرة. على النقيض من المسارات، والجسور يجب أن يكون طبولوجيا مع مسار واحد فقط نشط بين نقطتين. بروتوكول الشجرة الممتدة 802.1 دي آي إي إي إي القديمة يمكن أن تكون بطيئة جدا، مع وقف التوجيه ل30-90 ثانية في حين تغطي شجرة من شأنه أن إعادة التجميع. وبروتوكول شجرة الامتداد السريع تم تقديمه على أنه آي إي إي إي 802.1 دبليو، ولكن أحدث طبعة من آي إي إي إي 802.1 دي - 2004، تعتمد على التمديدات 802.1 دبليو كمعيار أساسي.
في حين أن «طبقة 2 التبديل» لا يزال أكثر من مصطلح التسويق من مصطلح تقني، [بحاجة لمصدر] المنتجات التي أدخلت على «مفاتيح» يميلون إلى استخدام تقسيم البيانات الدقيقوالكامل مزدوج لمنع التصادم بين الأجهزة المتصلة الإيثرنت. باستخدام طائرة الشحن الداخلي أسرع بكثير من أي واجهة، فإنها تعطي الانطباع من المسارات في وقت واحد بين عدة أجهزة.
مرة واحدة في جسر يتعلم الطبولوجيا من خلال بروتوكول الشجرة الممتدة، فإنه يحيل إطارات طبقة وصلة البيانات باستخدام طبقة 2 الشحن الأسلوب. هناك أربع طرق الشحن جسرا يمكن استخدامها، والتي من الثانية عن طريق الأسلوب الرابع من أساليب الأداء وزيادة عند استخدامها على «التبديل» المنتجات مع نفس المدخلات والمخرجات بسرعة المنفذ:
1. تخزين وإلى الأمام: والتبديل والمخازن، وعادة ما، يؤدي الاختباري على كل إطار قبل إحالته على.
2. قطع طريق: التبديل يقرأ فقط ما يصل إلى الإطار لمعالجة الأجهزة قبل الانطلاق إلى الأمام. ليس هناك خطأ التحقق مع هذا الأسلوب.
3. شظية الحرة: أسلوب الذي يحاول الحفاظ على المنافع على حد سواء «تخزين وإلى الأمام» و«قطع طريق». الشيكات قطعة الحرة أول 64 بايت ليالي الإطار، حيث يتم تخزين ومعالجة المعلومات. وفقا لمواصفات إيثرنت، وينبغي أن يكون الكشف عن اصطدام خلال أول 64 بايت من الإطار، وذلك الإطارات التي يتم عن طريق الخطأ بسبب وجود تضارب لن يتم توجيهها. بهذه الطريقة الإطار سوف تصل دائما إلى الوجهة المرسلة إليها. خطأ التحقق من البيانات الفعلية في الحزمة متروك للجهاز في نهاية طبقة 3 أو 4 طبقة (أو اس أي)، وعادة موجه.
4. تبديل المتكيفة: أسلوب تلقائيا التبديل بين الطرق الثلاث الأخرى.

من خلال قطع التبديل أن يرتد لتخزين وإلى الأمام إذا كان المنفذ المنتهية ولايته هو مشغول في الوقت تصل الحزمة. في حين أن هناك تطبيقات متخصصة، مثل شبكات مناطق التخزين، حيث المدخلات والمخرجات واجهات هي بنفس السرعة، وهذا نادرا ما يحدث في تطبيقات الشبكة المحلية عموما. في الشبكات المحلية، وتبديل المستخدمة للمستخدم الوصول إلى نهاية يركز عادة اقل سرعة (على سبيل المثال، 10/100 ميغابت / ثانية) إلى سرعة أعلى (على الأقل 1 جيجابت / ثانية). بدلا من ذلك، التحول الذي يوفر الوصول إلى الموانئ الخادم عادة ما يربط لهم على سرعة أعلى بكثير مما هي التي تستخدمها أجهزة المستخدم النهائي.

### الطبقة 3
ضمن حدود طبقة إيثرنت المادية، وهي طبقة 3 التبديل يمكن أن تؤدي بعض أو جميع المهام التي يقوم بها عادة جهاز التوجيه. ألف جهاز التوجيه الصحيح هي قادرة على السير إلى الأمام من نوع واحد من اتصال الشبكة (على سبيل المثال، تي 1، دي إس إل) لأخرى (مثلا، إيثرنت وواي فاي).
الطبقة الأكثر شيوعا - 3 هو قدرة الوعي بالملكية الفكرية التراسل. مع هذا الوعي، يمكن وضع طبقة - 3 التبديل زيادة الكفاءة من خلال تقديم الحركة من الزمرة فقط إلى الموانئ فيها جهاز متصل اشارت إلى انه يريد الاستماع إلى هذه المجموعة. إذا كان التحول ليست على علم الإرسال المتعدد والبث، والإطارات كما أحال على جميع المنافذ في كل مجال البث، ولكن في حالة الملكية الفكرية التراسل هذا يسبب عدم الكفاءة في استخدام عرض النطاق الترددي. لحل هذه المشكلة بعض المبدلات تنفذ نظام تجسس آي جي إم بي.

### طبقة 4
في حين أن المعنى الدقيق لمصطلح طبقة - 4 التبديل التي تعتمد على بائع، فإنه يكاد يبدأ دائما مع القدرة على ترجمة عنوان الشبكة، ولكن بعد ذلك يضيف بعض نوع من توزيع الحمولة على أساس برنامج التعاون الفني الدورات.
ويمكن أن يشمل الجهاز جدار ناري جليل، المكثف الشبكات الافتراضية الخاصة، أو أن يكون أمن بروتوكول الإنترنت بوابة الأمن.

### طبقة 7
7 يجوز تبديل طبقة توزيع الأحمال على أساس رابط أو عن طريق بعض التثبيت تقنية محددة لتطبيق الاعتراف المعاملات المستوى. وهناك طبقة - 7 التبديل قد تشمل ذاكرة التخزين المؤقت على شبكة الإنترنت والمشاركة في شبكة المحتوى التسليم. 

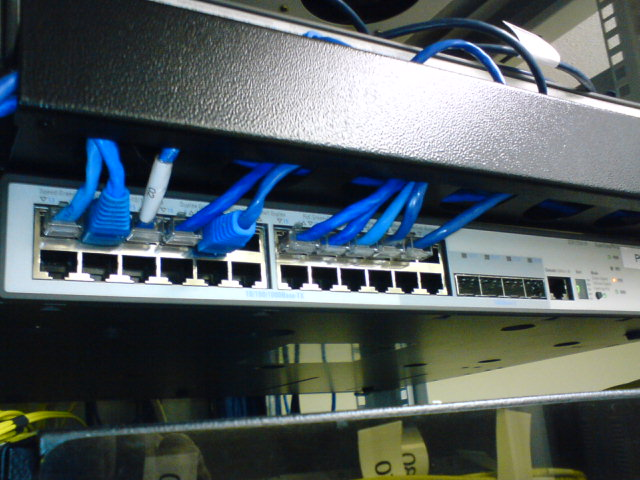
مبدل 3 كوم 24 منفذ محمول

## أنواع المحولات

### عامل الشكل
- سطح المكتب، غير محمول في محتوى، وعادة ما يعتزم استخدامها في بيئة المنزل أو المكتب خارج محتوى الأسلاك
- صندوق معلق
- هيكل—قابل للتبديل السريع «وحدة تبديل» بطاقات. على سبيل المثال شركة الكاتيل أومنيسويتش 7000 ؛ سيسكو مبدل كتاليست 4500 و 6500 ؛ 3 كوم 7700، 7900إي، 8800.

### خيارات التكوين
- مبدلات غير مسيطر عليها—وهذه المبدلات ليس لديها خيارات أو تكوين الواجهة. هم موصلين ومشغلين. هم عادة مبدلات أقل كلفة، توجد في المنزل، سوهو، والمكاتب الصغيرة والمنزلية، أو الأعمال التجارية الصغيرة. أنها يمكن أن تكون محمولة على سطح المكتب أو رفوف.
- المبدلات المسيطر عليها—هذه المحولات واحد أو أكثر من أساليب لتعديل عملية التبديل. أساليب إدارة مشتركة تشمل: تسلسلي وحدة أو واجهة سطر الأوامر الوصول إليه عن طريق التلنت أو تأمين شل، جزءا لا يتجزأ من بروتوكول إدارة الشبكات البسيطة (إس إن إم بي) السماح للإدارة وكيل من وحدة تحكم عن بعد أو محطة الإدارة، أو واجهة ويب للإدارة من متصفح الإنترنت. أمثلة للتغييرات التكوين التي لا يمكن لأحد أن تمكن من تبديل ما يلي: تمكين ميزات مثل بروتوكول شجرة الامتداد، تعيين سرعة المنفذ، إنشاء أو تعديل الشبكة المحلية الظاهرية ق (شبكات محلية ظاهرية)، وما إلى ذلك اثنان من فئات فرعية من مفاتيح تمكن يتم تسويقها اليوم:
  - الذكية (أو ذكي) مفاتيح—وهذه هي مفاتيح تمكن مع مجموعة محدودة من مزايا إدارة الشبكة. وبالمثل «على شبكة الإنترنت التي تديرها» هي مفاتيح التبديل التي تقع في مدار بين الأسواق المتخصصة وإدارتها. للحصول على سعر أقل بكثير من إدارتها بشكل كامل التبديل أنها توفر واجهة ويب (وعادة لا يحصلون المبادرة القطرية) والسماح لتكوين إعدادات الأساسية، مثل شبكات محلية ظاهرية، المنفذ وسرعة الطباعة على الوجهين.[11]
  - المشاريع المدارة (أو إدارتها بشكل كامل) مفاتيح—وهذه لديها مجموعة كاملة من الميزات الإدارة، بما في ذلك واجهة سطر الأوامر، وكيل إس إن إم بي، واجهة ويب. قد تكون لديهم ميزات إضافية للتلاعب تكوينات، مثل القدرة على عرض وتعديل والنسخ الاحتياطي واستعادة تكوينات. بالمقارنة مع مفاتيح ذكية، ومفاتيح المشاريع والمزيد من الميزات التي يمكن تخصيصها أو الأمثل، وعادة ما تكون أكثر تكلفة من «مفاتيح» ذكية. مفاتيح المؤسسة هي التي توجد عادة في الشبكات مع أكبر عدد من المحولات والتوصيلات، حيث الإدارة المركزية هو تحقيق وفورات كبيرة في الوقت والجهد الإداري. فالتحول تكويم هو نسخة من المشاريع التي تديرها التبديل.

#### رصد حركة المرور على شبكة التشغيل
إلا عبر المنفذ أو الأساليب الأخرى مثل رمون أو سمون يتم تنفيذها في التبديل،  أنه من الصعب مراقبة حركة المرور التي يتم سدها باستخدام التبديل لأن جميع الموانئ معزولة حتى واحد ينقل البيانات، وحتى ذلك الحين إلا المرسلة والمستقبلة منافذ يمكن رؤية حركة المرور. رصد هذه الميزات نادرا ما تكون موجودة على المستهلك مفاتيح الصف.
الطريقتين الشائعتين اللتان صممتا خصيصا للسماح لمحلل الشبكة أن يرصد حركة المرور هي:
- منفذ المتطابق—التبديل يرسل نسخة من شبكة الحزم لشبكة الرصد الصدد.
- سمون -- «تبديل الرصد» الموصوفة بها المتجدد 2613 وبروتوكول لمثل السيطرة على مرافق المنفذ المتطابق.

طريقة أخرى لرصد قد يكون لربط طبقة - 1 محور بين جهاز رصد والمنفذ التحول. هذه من شأنها أن تحفز تأخير طفيفة، ولكن سوف توفر واجهات متعددة والتي يمكن استخدامها لرصد الفردية المنفذ التحول.

#### ميزات إدارة المحول أو المبدل النموذجي

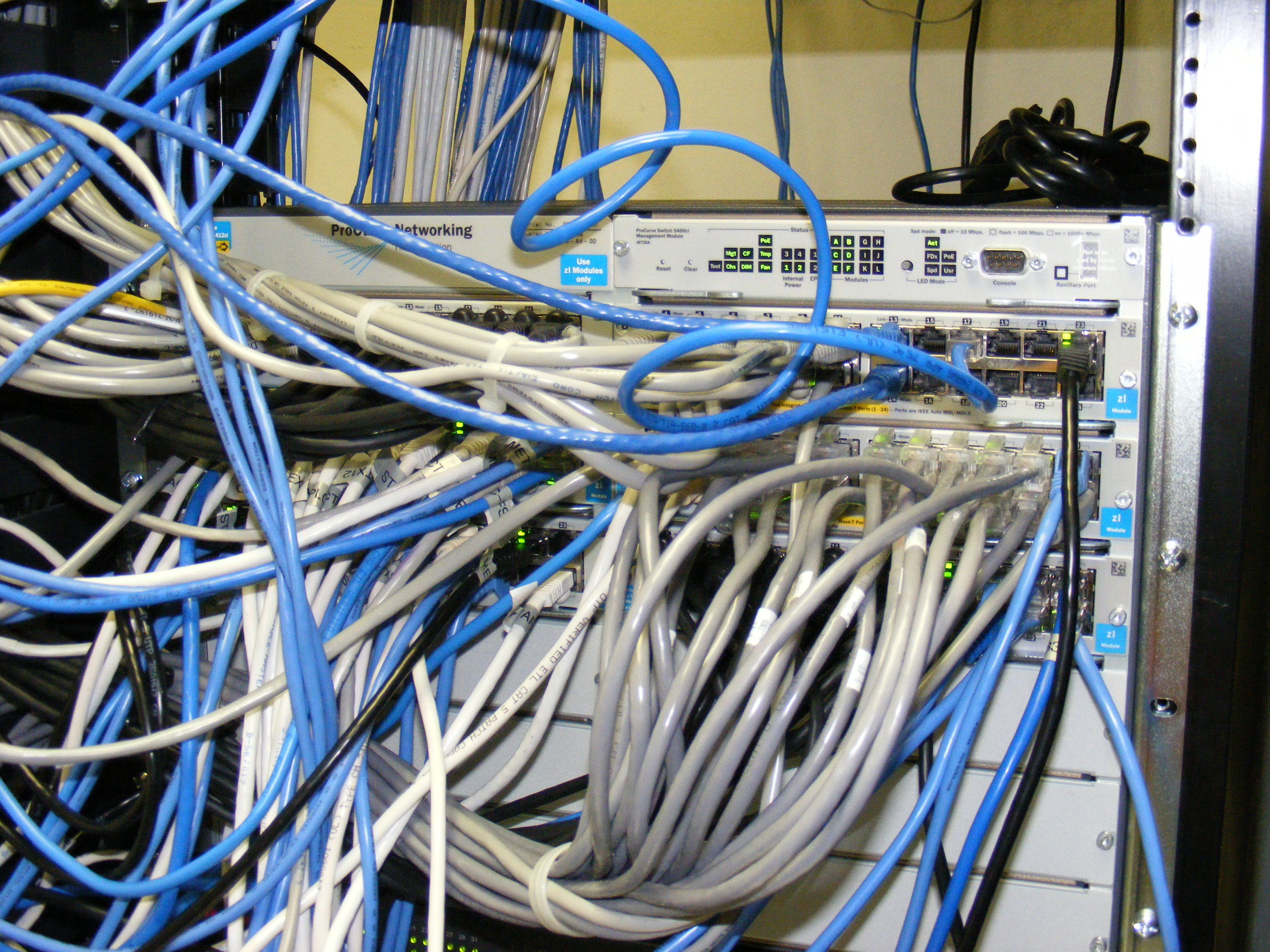
مبدل محمول مع كابلات الشبكة

- تحويل مدى بعض المنافذ الجزئية تشغيل أو إيقاف
- سرعة الارتباط وإعدادات النقل المزدوج
- إعدادات الأولوية للمنافذ
- ترشيح بيانات الأجهزة وغيرها من أنواع ميزات «أمن المنافذ» التي تمنع فيض البيانات عبر الأجهزة
- استخدام بروتوكول شجرة الامتداد
- إس إن إم بي رصد قوة الربط وجهاز التوصيل
- منفذ متطابق (المعروف أيضا باسم: منفذ الرصد، ومنفذ الامتداد، منفذ سبان، منفذ تحليل النقل أو منفذ وضع الربط)
- وصلة التجميع (المعروف أيضا باسم الرابطة، نقطة توصيل أو كمجموعة)
- إعدادات شبكة محلية الافتراضية
- التحكم بالوصول إلى الشبكة 802.1أكس
- آي جي إم بي تجسس

وصلة التجميع تسمح باستخدام منافذ متعددة لنفس الاتصال لتحقيق سرعات نقل بيانات أعلى. إنشاء شبكات محلية افتراضية يمكن أن تخدم الأمن وأهداف الأداء من خلال تقليل حجم مجال البث.

## روابط خارجية
- الشبكة العالمية تبحث في الطبيعة المتغيرة للتبديل الشبكة -- الربع الأول من عام 2006
- الآن التقارب المنطقي